# Vakuumflansch
Vakuumflansche dienen der lösbaren Verbindung zwischen Vakuumbehältern und Komponenten. Je nach Anforderung bezüglich Dichtigkeit, Ausheizbarkeit, Stabilität, Korrosionsfestigkeit und Durchmesser stehen verschiedene, teilweise genormte Flansche zur Verfügung.

## Arten von Flanschen

### Kleinflansche

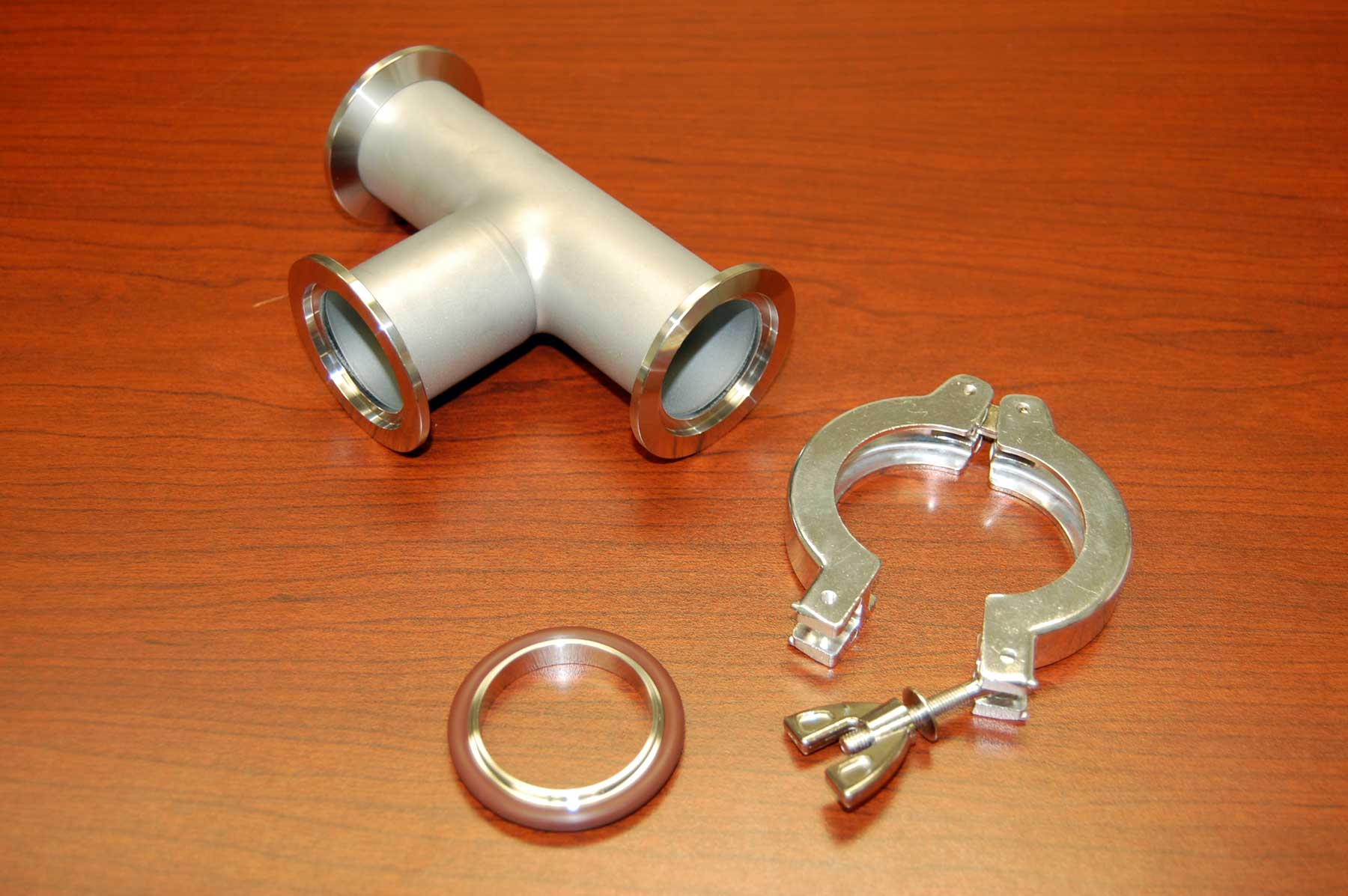
Kleinflansch T-Stück mit O-Ring und Spannring

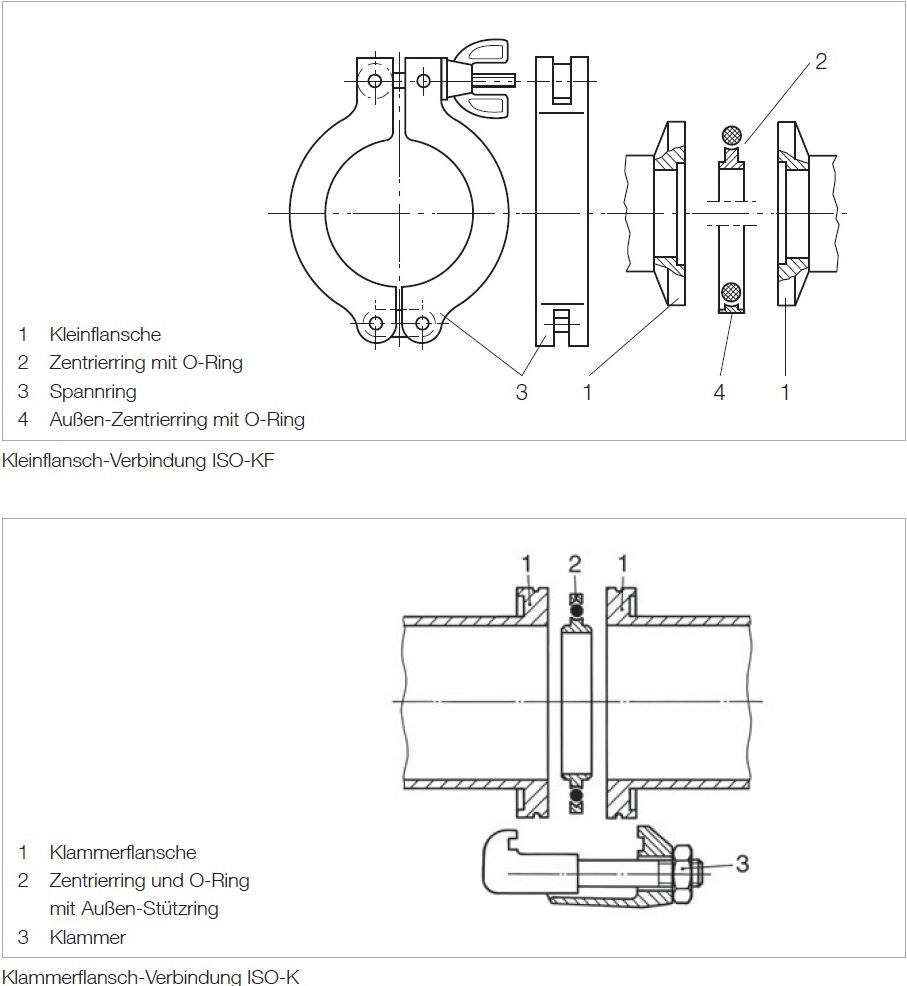
Kleinflansch und Klammerflansch

Kleinflansch-Schnellverbindungen (ISO-KF oder einfach nur KF) sind in den Nennweiten 10, 16, 20, 25, 32, 40 und 50 erhältlich und die am häufigsten eingesetzten Verbindungen im Grob- und Feinvakuumbereich. Die Nennweiten 10, 16, 25 und 40 sind die sogenannten Vorzugsnennweiten gemäß ISO-Empfehlung. Die Abmessungen sind in der DIN 28403 und ISO 2861 festgelegt. Die beiden zu verbindenden Kleinflansche haben ebene Dichtflächen und konische Flanschflanken. Zwischen den Dichtflächen wird ein O-Ring mit Zentrierring platziert und die Flansche durch eine Spannkette, einen Spannring oder Schnellspannring zusammengepresst. Als Dichtungsmaterial kommt meistens ein Elastomer wie NBR (Perbunan), FKM (Viton) oder FFKM (Kalrez) zum Einsatz, seltener auch Neopren, MVQ oder EPDM. Für besondere Anforderungen können auch Kantendichtungen aus PTFE oder aus Aluminium eingesetzt werden. Kleinflanschverbindungen mit Elastomerdichtungen sind einsetzbar bis ins Hochvakuum, die üblicherweise spezifizierte Leckrate ist 1·10−9 mbar·l/s. Der Einsatzdruckbereich wird begrenzt durch die verhältnismäßig hohe Gaspermeation durch die Elastomerwerkstoffe.
Eine Auswahl üblicher KF-Flanschgrößen (alle Angaben in mm):
| Nennweite        | DN10 | DN16 | DN20 | DN25 | DN32 | DN40 | DN50 |
| ---------------- | ---- | ---- | ---- | ---- | ---- | ---- | ---- |
| Außendurchmesser | 30,0 | 30,0 | 40,0 | 40,0 | 55,0 | 55,0 | 75,0 |

### ISO-Klammerflansche und ISO-Festflansche
Klammerflansch-Verbindungen (ISO-K) werden ähnlich wie KF-Verbindungen eingesetzt, hier wird jedoch der Kraftschluss zwischen den Flanschen und die Verpressung der Elastomer-O-Ring-Dichtung durch Klammerschrauben erreicht. Sie werden für größere Nennweiten als KF verwendet und sind bei Verwendung entsprechender Überwurfflansche kompatibel zu den ISO-Festflanschen (ISO-F). Bei den ISO-Festflanschen erfolgt die Montage mittels Schrauben und Muttern.
Die Abmessungen der ISO-Flansche sind in der DIN 28404 und der ISO 1609 festgelegt, genormt sind Flanschgrößen von DN63 bis DN1000.
Eine Auswahl üblicher ISO-K-Flanschgrößen (alle Angaben in mm):
| Nennweite        | DN63 | DN80  | DN100 | DN160 | DN200 | DN250 |
| ---------------- | ---- | ----- | ----- | ----- | ----- | ----- |
| Außendurchmesser | 95,0 | 110,0 | 130,0 | 180,0 | 240,0 | 290,0 |

### CF-Flansche

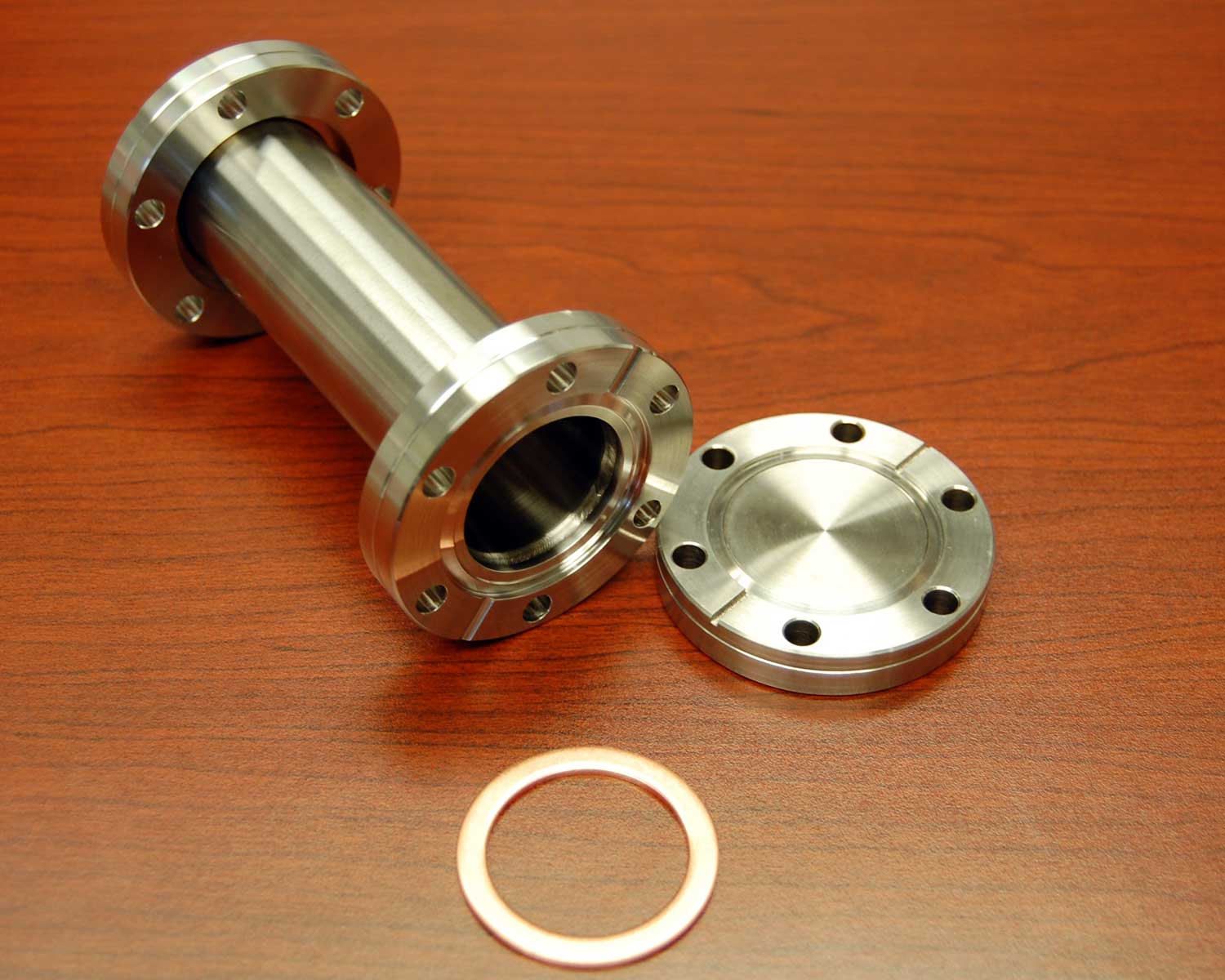
Rohrstück mit CF-Verbindern, Kupferdichtring und Blindflansch

CF-Flansche sind gemäß der ISO 3669 genormt. Die Bezeichnung entspringt der eingetragenen Marke „ConFlat“ der Firma Varian, Inc. Die Flansch-Art wird inzwischen jedoch von fast allen Herstellern weltweit unter der Bezeichnung „CF“ geführt. Sie werden für Verbindungen von Ultrahochvakuum(UHV)-Bauteilen genutzt. Die Flansche bestehen aus Edelstahl oder Aluminium, das Dichtmaterial ist meist sauerstofffreies, hochreines Kupfer. Die Flansche sind mit Schneidkanten versehen, die beim Anziehen der Verbindung ein Stück in das Dichtmaterial hineingepresst werden und hierdurch abdichten. Metallische Dichtringe können durch die bleibende Verformung nur einmal eingesetzt werden. Für provisorische Aufbauten können jedoch auch Elastomerdichtungen eingesetzt werden. Vorteil der CF-Verbindungen ist die hohe Ausheizbarkeit bis 450 °C sowie die extrem niedrige Leckrate von 1·10−11 mbar·l/s.
Eine Auswahl üblicher CF-Flanschgrößen (alle Angaben in mm):
| Nennweite                                 | DN10 | DN16    | DN25     | DN40    | DN50     | DN63   | DN75     | DN100 | DN125    | DN160 | DN200 | DN250 | DN275    | DN300           | DN350                      | DN400           |
| ----------------------------------------- | ---- | ------- | -------- | ------- | -------- | ------ | -------- | ----- | -------- | ----- | ----- | ----- | -------- | --------------- | -------------------------- | --------------- |
| Außendurchmesser                          | 25,0 | 33,8    | 54,0     | 69,9    | 85,7     | 114,3  | 117,4    | 152,4 | 171,5    | 203,2 | 254,0 | 304,8 | 336,6    | 368,3           | 419,1                      | 469,9           |
| Typische Rohrgröße                        | 12x1 | 19x1,5  | unüblich | 41x1,5  | unüblich | 70x2   | unüblich | 104x2 | unüblich | 154x2 | 204x2 | 254x2 | unüblich | 306x3           | 350x3                      | 400x3           |
| Flanschdicke                              | 6,0  | 7,0     | 11,5     | 12,5    | 16,0     | 17,0   | 17,5     | 19,5  | 21,0     | 21,0  | 24,0  | 24,0  | 28,0     | 28,0            | 28,0                       | 28,0            |
| Schrauben                                 | 6xM3 | 6xM4    | 4xM6     | 6xM6    | 8xM8     | 8xM8   | 10xM8    | 16xM8 | 18xM8    | 20xM8 | 24xM8 | 32xM8 | 30xM10   | 32xM10          | 36xM10                     | 40xM10          |
| Lochkreis                                 | 17,5 | 27,0    | 41,3     | 58,7    | 72,4     | 92,2   | 102,3    | 130,3 | 151,6    | 181,0 | 231,8 | 284,0 | 306,3    | 338,1           | 388,9                      | 437,9           |
| entspricht zölliger Größe nach ASTM E2734 | 1"OD | 1.33"OD | 2.125"OD | 2.75"OD | 3.375"OD | 4.5"OD | 4.625"OD | 6"OD  | 6.75"OD  | 8"OD  | 10"OD | 12"OD | 13.25"OD | 14.5"OD (305CF) | 16.5"OD (nicht kompatibel) | 18.5"OD (405CF) |

### Quick-CF-Flansche
Schnell montierbare QCF-Flansche vereinen das Montageprinzip der konischen KF-Flansche mit dem Dichtprinzip der CF-Flansche. Sie verwenden die standardisierten  Kupferflachdichtungen des CF-Flanschsystems, die Dichtflächen der Flansche sind ebenfalls mit Schneidkanten, wie in der ISO 3669:2017 beschrieben, versehen. Der Kraftschluss zum Montieren der Flansche wird nicht wie bei CF-Flanschen durch Schrauben, sondern über eine zugehörige Spannkette erzeugt.

## Durchführungen
Eine häufig genutzte Art des (Blind-)Flansches ist die Durchführung. Diese dient dem Aufbau verschiedener, für den Prozess oder das Experiment nötiger Verbindungen wie Spannungsversorgung, Versorgung mit Gasen, Kühlflüssigkeiten, der Durchführung von Messsignalen aus dem Vakuumgefäß oder der mechanischen Manipulation von Aufbauten im Vakuum.